# Olekszandr Szerhijovics Horjajinov
Olekszandr Szerhijovics Horjajinov (ukrán betűkkel: Олександр Сергійович Горяїнов; Harkov, 1975. június 29. –) ukrán válogatott labdarúgó, jelenleg a Metaliszt Harkiv játékosa. Posztját tekintve kapus.

## Pályafutása

### Klubcsapatokban
2005 óta tagja a Metaliszt Harkiv csapatának. előtte megfordult számos csapatban, melyek a következők voltak: Olimpik Harkiv (1992–93), CSZKA Boriszfen (1995–1996), CSZKA Kijiv (1996–1997), FK Krivbasz (2003–05). 1993 és 1995 illetve 1997 és 2003 között már volt tagja a Metaliszt csapatának. 

### Válogatottban
A felnőtt nemzeti csapatban 2010. május 25-én debütálhatott egy Litvánia elleni barátságos mérkőzésen, melyen 4–0-ra győztek az ukránok.
Az Európa-bajnoki keretszűkítést követően a szövetségi kapitány Oleh Blohin nevezte őt a 2012-es Eb-re készülő 23 fős keretébe.